# شکست‌ناپذیر (فیلم ۲۰۱۴)
شکست‌ناپذیر (به انگلیسی: Unbroken) یک فیلم جنگی و درام به کارگردانی آنجلینا جولی است. این فیلم بر پایه رمان ناگسستنی اثر لورا هیلن برند برگرفته شده است. شکست ناپذیر داستان واقعی یک قهرمان المپیک به اسم لوئی زامپرینی است که در دوران جنگ جهانی دوم به عضویت نیروی ارتش آمریکا درآمد. در سال ۱۹۴۳ هواپیمایی که او و ده سرباز دیگر که سوارش بودند در اقیانوس آرام سقوط کرد و هشت نفر کشته شدند. سه سرباز زنده مانده (از جمله زامپرینی) بدون آب آشامیدنی و غذا چهل و هفت روز کامل در اقیانوس سرگردان شدند. پس از مدتی زامپرینی به همراه دوستش توسط نیروهای ژاپن اسیر می‌شود و تا آخر جنگ در اسارت باقی می‌ماند و شکنجه‌های زیادی را تحمل می‌کند. در سال ۲۰۱۰ لورا هیلن برند بر اساس سرگذشت زامپرینی کتابی پر فروش منتشر کرد. نسخه اولیه فیلمنامه را ریچارد لاگراونیز نوشت و فرانسیس لارنس هم به عنوان کاگردان انتخاب شد. اما کمپانی یونیورسال از فیلمنامه راضی نبود و برای همین برادران کوئن را برای بازنویسی فیلمنامه استخدام کردند. با طولانی شدن روند بازنویسی فیلمنامه لارنس از پروژه کنار کشید و آنجلینا جولی جایگزین او شد. این فیلم در نمایش افتتاحیه سیدنی در ۱۷ نوامبر ۲۰۱۴ و در ۲۵ دسامبر ۲۰۱۴ در آمریکا به نمایش درآمد. شکست ناپذیر با استقبال نسبتاً خوب منتقدان مواجه شد و توانست نزدیک به دویست میلیون دلار در بازار جهانی فروش کند که با توجه به بودجه ۶۵ میلیونی آن رقم قابل قبولی محسوب می‌شود. فیلم در سه رشته نامزد جایزه اسکار شد.

## داستان
بعد از سقوطی تقریباً کشنده در جنگ جهانی دوم، لوئیس زامپرینی ۴۷ روز پر از رعب و وحشت را به همراه دو تن از یارانش روی دو قایق نجات بادی گذراند. تا این که توسط نیروی دریایی ژاپن دستگیر و به یکی از اردوگاه‌های اسرای جنگی اعزام شد.

## بازیگران
- جک اوکانل در نقش لوئیس زامپرینی
- دامنل گلیسوندر نقش راسل فیلیپز
- گرت هدلند در نقش جان فیتزجرالد
- میاوی
- فین ویتراک
- جای کورتنی
- لوک تردئوی
- وینچنتسو آماتو

## جوایز
| فهرست جوایز و نامزدها             | فهرست جوایز و نامزدها           | فهرست جوایز و نامزدها         | فهرست جوایز و نامزدها          | فهرست جوایز و نامزدها | فهرست جوایز و نامزدها |
| جایزه                             | تاریخ                           | دسته                          | برنده(ها) یا نامزد(ها)         | نتیجه                 | Ref                   |
| --------------------------------- | ------------------------------- | ----------------------------- | ------------------------------ | --------------------- | --------------------- |
| جایزه اسکار                       | هشتاد و هفتمین دوره جوایز اسکار | جایزه اسکار بهترین فیلم‌برداری | راجر دیکینز                    | نامزدشده              | [ ۶ ]                 |
| جایزه اسکار                       | هشتاد و هفتمین دوره جوایز اسکار | بهترین صدابرداری              | بکی سالیوان و اندرو دکریستوفرو | نامزدشده              | [ ۶ ]                 |
| بنیاد فیلم آمریکا                 | ۸ دسامبر ۲۰۱۴                   | ده فیلم برتر سال              |                                | برنده                 | [ ۷ ]                 |
| جایزه بفتا                        | شصت و هشتمین دوره جوایز بفتا    | ستاره برتر                    | جک اوکانل                      | برنده                 | [ ۸ ]                 |
| جایزه انجمن منتقدان پخش‌کننده فیلم | ۱۵ ژانویه ۲۰۱۵                  | بهترین فیلم                   |                                | نامزدشده              | [ ۹ ]                 |
| جایزه انجمن منتقدان پخش‌کننده فیلم | ۱۵ ژانویه ۲۰۱۵                  | بهترین کارگردان               | آنجلینا جولی                   | نامزدشده              | [ ۹ ]                 |
| جایزه امپایر                      | ۲۹ مارس ۲۰۱۵                    | بهترین بازیگر تازه‌وارد مرد    | جک اوکانل                      | در انتظار             | [ ۱۰ ]                |